# Конфедерация волейбола Северной, Центральной Америки и Карибского бассейна
Конфедерация волейбола Северной, Центральной Америки и Карибского бассейна (англ. North, Central America and Caribbean Volleyball Confederation, сокр. NORCECA) — структура, представляющая Международную федерацию волейбола (ФИВБ) и управляющая волейболом в странах Северной, Центральной Америки и Карибского бассейна. Объединяет 42 национальные федерации, из которых 7 являются ассоциированными. Официальные языки — английский и испанский. Штаб-квартира находится в Санто-Доминго (Доминиканская Республика). С 2001 года президентом NORCECA является Кристобаль Марте Оффис (Доминиканская Республика).

## История
В 1966 году в Сан-Хуане (Пуэрто-Рико) во время проведения Х Центральноамериканских и Карибских игр была организована Карибская и Центральноамериканская волейбольная зона. В 1968 году она была преобразована в Конфедерацию волейбола NORCECA после присоединения к ней США и Канады. Ей были поручены организация и развитие волейбола в странах Северной, Центральной Америки и Карибского бассейна. Первым президентом новой волейбольной конфедерации был избран Р. Акоста Эрнандес (Мексика), занимавший этот пост до своего избрания президентом ФИВБ в 1984 году. В состав NORCECA были включены национальные федерации 15 стран североамериканского континента и Карибского бассейна, являвшихся на тот момент членами ФИВБ. В их числе один из основателей ФИВБ США.
Первый международный турнир на уровне мужских сборных в регионе прошёл в 1930 году в Гаване (Куба) в рамках II Центральноамериканских и Карибских игр. В 1938 году в Панаме состоялся первый аналогичный турнир женских команд при проведении IV игр.
В 1955 году в Мехико (Мексика) прошёл первый волейбольный турнир в рамках II Панамериканских игр среди мужских и женских национальных сборных. В 1969 году в Мехико NORCECA провела первый чемпионат NORCECA по волейболу среди мужских и женских сборных команд.
С 1998 года проходят чемпионаты NORCECA по волейболу среди молодёжных и юниорских команд. Кроме этого совместно с Южноамериканской конфедерацией волейбола (CSV) проводятся Кубок Америки среди мужских сборных (с 1998), Кубок «Финал четырёх» среди женских сборных (с 2008), Панамериканский Кубок среди мужских (с 2006) и женских (с 2002) национальных сборных команд.

## Президенты NORCECA
1968—1984 —  Рубен Акоста Эрнандес
1984—1988 —  Либертарио Перес
1988—2001 —  Луис Мендоса
с 2001 —  Кристобаль Марте Оффис.

## Структура NORCECA
Высший орган Конфедерации волейбола Северной, Центральной Америки и Карибского бассейна — Конгресс, проходящий каждые два года.
Для решения задач, поставленных Конгрессом перед NORCECA, а также уставных требований, делегаты ассамблеи избирают Административный совет. Он собирается не реже одного раза в год. Из состава своих членов Административный совет избирает Исполнительный комитет, который проводит в жизнь решения Конгресса, а также организует повседневную деятельность NORCECA. Руководит его работой Президент Конфедерации волейбола NORCECA.
Для решения специальных задач, стоящих перед NORCECA, в её структуре созданы постоянные технические комиссии: спортивно-организационная, техническая и тренерская, финансовая, медицинская, прессы, маркетинга, судейская, пляжного волейбола.
В составе Конфедерации волейбола NORCECA существуют также четыре региональные ассоциации: Северо- и центральноамериканская волейбольная ассоциация (NCVA), Ассоциациация Центральноамериканских волейбольных федераций (AFECAVOL), Карибская зональная волейбольная ассоциация (CAZOVA), Восточно-карибская волейбольная ассоциация (ECVA).

### Руководство
- Президент —  Кристобаль Марте Оффис.
- 1-й вице-президент —  Ариэль Сайнс Родригес.
- 2-й вице-президент —  Сабина Клемент.
- Генеральный секретарь —  Карлос Сантис Ранхель.
- Казначей —  Уилбур Харригэн.
- Вице-президенты —  Марк Экерт (NCVA),  Феликс Сабио Гонсалес (AFECAVOL),  Муштак Мохаммед (CAZOVA),  Гленн Кинлэн (ECVA),  Мирея Луис Эрнандес,  Сесар Трабанко,  Хесус Пералес Наварро.

## Официальные соревнования
В рамках своей деятельности Конфедерация волейбола NORCECA отвечает за проведение следующих турниров:
- Волейбольные турниры в рамках Панамериканских игр — один раз в четыре года в предолимпийский сезон (совместно с CSV)
- Волейбольные турниры в рамках Центральноамериканских и Карибских игр — один раз в четыре года в межолимпийский сезон
- Чемпионаты NORCECA по волейболу — один раз в два года по нечётным годам (с 2026 - по чётным)
- Чемпионаты NORCECA среди молодёжных сборных команд — один раз в два года по чётным годам
- Чемпионаты NORCECA среди юниорских сборных команд — один раз в два года по чётным годам
- Чемпионаты NORCECA среди младших юниорских сборных команд — один раз в два года по нечётным годам
- Квалификационные турниры к олимпийским волейбольным турнирам, чемпионатам мира среди национальных сборных команд и чемпионатам мира среди молодёжных сборных команд
- Панамериканский Кубок по волейболу — ежегодно (совместно с CSV)
- Чемпионаты NORCECA по пляжному волейболу

Упразднённые турниры:
- Кубок Америки по волейболу среди мужских команд
- Кубок «Финал четырёх» по волейболу среди женских команд

## Члены NORCECA
| Страна                           | Национальная федерация                                | Год вступления в ФИВБ | Сайт                          | Зональная ассоциация |
| -------------------------------- | ----------------------------------------------------- | --------------------- | ----------------------------- | -------------------- |
| Ангилья                          | Anguilla Amateur Volleyball Federation                | 1992                  | sportsanguilla.com/volleyball | ЕСVA                 |
| Антигуа и Барбуда                | Antigua-Barbuda Amateur Volleyball Association        | 1986                  |                               | ЕСVA                 |
| Антильские Нидерландские острова | Nederlands Antilliaanse Volleybal Bond                | 1955                  |                               | CAZOVA               |
| Аруба                            | Aruba Volleyball Association                          | 1986                  | arubavolleyball.webs.com      | CAZOVA               |
| Багамские Острова                | Bahamas Volleyball Federation                         | 1968                  |                               | CAZOVA               |
| Барбадос                         | Barbados Volleyball Association                       | 1988                  | volleybarbados.com            | CAZOVA               |
| Белиз                            | Belize Volleyball Association                         | 1984                  | belizevolleyball.org          | AFECAVOL             |
| Бермудские острова               | Barbados Volleyball Association                       | 1984                  | bva.bm                        | ЕСVA                 |
| Виргинские Британские острова    | British Virgin Islands Volleyball Association         | 1980                  |                               | ЕСVA                 |
| Виргинские (США) острова         | Virgin Islands Volleyball Federation                  | 1966                  |                               | CAZOVA               |
| Гаити                            | Federation Haitienne de Volley-Ball                   | 1959                  | haitivolleyball.org           | CAZOVA               |
| Гваделупа                        | Ligue Guadeloupeenne de Volley-Ball                   | 1992                  | guadeloupe.volley.free.fr     | CAZOVA               |
| Гватемала                        | Federacion Nacional de Voleibol de Guatemala          | 1951                  | voleibolguate.org             | AFECAVOL             |
| Гондурас                         | Federacion Nacional de Voleibol de Honduras           | 1974                  | fenavoleih.com                | AFECAVOL             |
| Гренада                          | Grenada National Volleyball Association               | 1989                  |                               | ЕСVA                 |
| Доминика                         | Dominica Amateur Volleyball Association               | 1992                  | dominicavolleyball.com        | ЕСVA                 |
| Доминиканская Республика         | Federacion Dominicana de Voleibol                     | 1955                  | fedovoli.org                  | NCVA                 |
| Каймановы острова                | Cayman Islands Volleyball Federation                  | 1976                  | civf.ky                       | CAZOVA               |
| Канада                           | Volleyball Canada                                     | 1949                  | volleyball.ca                 | NCVA                 |
| Коста-Рика                       | Federacion Costarricense de Voleibol                  | 1970                  | fecovol.org                   | AFECAVOL             |
| Куба                             | Federacion Cubana de Voleibol                         | 1955                  |                               | NCVA                 |
| Мартиника                        | Ligue de Volley-Ball de la Martinique                 | 1992                  |                               | CAZOVA               |
| Мексика                          | Federacion Mexicana de Voleibol                       | 1955                  | fmvb.mx                       | NCVA                 |
| Монтсеррат                       | Montserrat Volleyball Association                     | 2006                  |                               | ЕСVA                 |
| Никарагуа                        | Federacion Nicaraguense de Voleibol                   | 1980                  | fnvb.org                      | AFECAVOL             |
| Панама                           | Federacion Panameña de Voleibol                       | 1968                  |                               | AFECAVOL             |
| Пуэрто-Рико                      | Federacion Puertirriqueña de Voleibol                 | 1959                  | fedpurvoli.com                | NCVA                 |
| Сальвадор                        | Federacion Salvadoreña de Voleibol                    | 1964                  |                               | AFECAVOL             |
| Сент-Винсент и Гренадины         | St. Vincent and the Grenadines Volleyball Association | 1987                  |                               | ЕСVA                 |
| Сент-Китс и Невис                | St. Kitts Amateur Volleyball Association              | 1988                  | sknoc.com                     | ЕСVA                 |
| Сент-Люсия                       | St. Lucia Amateur Volleyball Association              | 1986                  |                               | ЕСVA                 |
| Соединённые Штаты Америки        | USA Volleyball                                        | 1947                  | usavolleyball.org             | NCVA                 |
| Суринам                          | Surinaamse Volleybal Bond                             | 1976                  |                               | CAZOVA               |
| Тринидад и Тобаго                | Trinidad and Tobago Volleyball Federation             | 1964                  | ttvf.org                      | CAZOVA               |
| Ямайка                           | Jamaica Volleyball Association                        | 1961                  | jamaicavolleyball.org         | CAZOVA               |
| Ассоциированные члены (с 2009)   |                                                       |                       |                               |                      |
| Бонайре                          | Bonaire Volleyball Association                        |                       |                               | CAZOVA               |
| Кюрасао                          | Curaçao Volleyball Association                        |                       |                               | CAZOVA               |
| Саба                             | Saba Volleyball Association                           |                       |                               | ЕСVA                 |
| Сен-Мартен                       | Ligue de Volley-Ball de St. Martin                    |                       |                               | ЕСVA                 |
| Синт-Мартен                      | St. Maarten Volleyball Association                    |                       |                               | ЕСVA                 |
| Синт-Эстатиус                    | St. Eustatius Volleyball Association                  |                       |                               | ЕСVA                 |
| Теркс и Кайкос                   | Turks and Caicos Volleyball Association               |                       |                               | CAZOVA               |